# Dipsaus

Guacamole

Dipsaus is een saus die wordt gebruikt om snacks in te dippen. Dipsaus wordt gegeten in onder andere Mexico, Spanje en de Verenigde Staten.
Er zijn veel verschillende soorten dipsaus. Dipsaus kan bijvoorbeeld  bestaan uit een mengsel van mayonaise of roomkaas en kruiden, soms verdund met yoghurt om een frissere smaak te krijgen.

## Dipsauzen
Voorbeelden van dipsauzen zijn:
- salsa
- guacamole
- ranch dressing
- bonendipsaus
- spinaziedipsaus
- komkommerdipsaus

## Gerechten/snacks die vaak met dipsaus worden gegeten
Snacks die met een dipsaus gecombineerd kunnen worden zijn onder andere:
- aardappelchips
- komkommer
- nacho's
- Mexicaanse tortilla's
- vlammetjes